# Curator Mountain
Curator Mountain är ett berg i Kanada.   Det ligger i provinsen Alberta, i den centrala delen av landet, 3 100 km väster om huvudstaden Ottawa. Toppen på Curator Mountain är 2 400 meter över havet, eller 52 meter över den omgivande terrängen. Bredden vid basen är 0,63 km.